# Métaphysique humienne

Représentation schématique de la structure d'un neutron. Les lettres et les couleurs ne décrivent pas la nature intrinsèque des quarks qui composent le neutron mais définissent plutôt leurs relations de causalité, comme l'interaction forte.

En philosophie analytique, la métaphysique humienne désigne la position métaphysique remontant au philosophe écossais du XVIIIe siècle David Hume selon laquelle les propriétés constitutives du monde sont, non pas relationnelles, à l'instar des propriétés de la physique fondamentale, mais qualitatives, de sorte qu'il n'y a pas de connexions nécessaires dans la nature, puisqu'aucune qualité n'implique par elle-même l'existence d'autres qualités.
Cette position métaphysique a été récemment défendue et développée par le philosophe David K. Lewis, qui considère que l'existence et la nature des propriétés physiques fondamentales ne dépendent pas de leur capacité à entrer dans des relations de causalité et à figurer dans des lois physiques.
D'après la métaphysique humienne, il n'est pas possible d'acquérir une connaissance de ce que sont vraiment les constituants fondamentaux du monde, car la science (la physique en particulier) décrit les entités fondamentales uniquement en fonction de leurs relations de causalité.

## Conception atomiste de la nature
La métaphysique humienne est une version paradigmatique d'atomisme au sein de la métaphysique analytique. Davis Lewis est le philosophe le plus influent de cette conception. Selon lui, il existe des objets physiques fondamentaux identifiables à des points de l'espace-temps. Les propriétés caractéristiques de ces objets – celles qui définissent ce qu'ils sont vraiment – sont des propriétés intrinsèques : des propriétés qu'un objet possède indépendamment de l'existence et de la nature des autres objets. De plus, ces propriétés sont des qualités pures. En tant que telles, elles ne possèdent pas la disposition de causer quoi que ce soit.
Le monde est ainsi vu comme une vaste mosaïque de propriétés qualitatives instanciées par des points physiques qui se juxtaposent. Les relations de causalité déterminent simplement l'ordre d'apparition de ces propriétés et la façon dont elles sont associées dans l'espace. Elles constituent un réseau qui « survient » sur les caractéristiques physiques fondamentales du monde. On parle, dans ce contexte, de « survenance humienne » pour caractériser cette position.

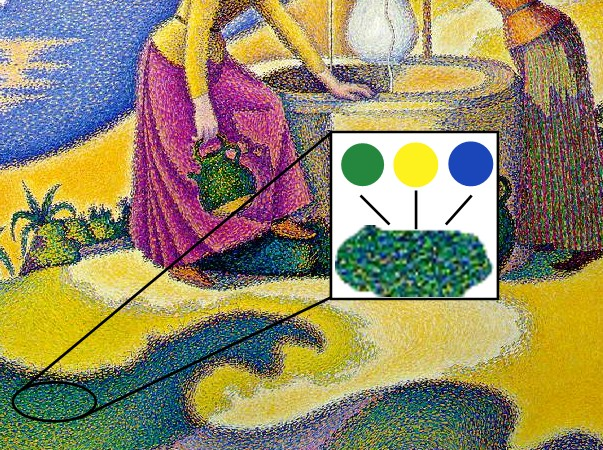
A l'image de cette huile sur toile de style pointilliste (Paul Signac, Femmes au puits, 1892), la métaphysique humienne implique un monde composé de qualités pures dont chacune d'elles est localisée dans l'espace-temps.

## Métaphysique humienne et dispositionnalisme
En concevant les propriétés comme des qualités pures, la métaphysique humienne s'oppose à ce qu'il est convenu d'appeler la métaphysique « dispositionnaliste » ou « dispositionnalisme ».
Le dispositionnalisme aborde les caractéristiques fondamentales de la physique telles que la masse ou la charge électrique comme étant des dispositions, c'est-à-dire des propriétés dont l'être ou l'essence se résume à la production de certains effets, comme l'accélération de particules par exemple. Pour cette raison, on parle aussi de propriétés causales. Ces propriétés sont envisagées comme des relations qui décrivent la nature même des entités qu'elles caractérisent – nature relationnelle – et il n'existe donc pas de propriétés intrinsèques des objets en plus de ces propriétés relationnelles. D'après le dispositionnalisme, nous avons un accès cognitif à ces propriétés relationnelles qui nous permet de connaître le monde tel qu'il est, par le biais des manifestations et des lois de la physique. La métaphysique humienne, a contrario, considère que les propriétés véritables des objets sont des propriétés intrinsèques à ces objets, distinctes et indépendantes des lois et des relations causales dans lesquelles elles sont engagées. Ce sont des qualités pures dont les connexions apparentes entre elles et avec nous ne nous disent rien de ce qu'elles sont.
Cette position conduit à une forme de scepticisme concernant la possibilité de connaître la nature intrinsèque du monde, scepticisme qui contraste avec l'optimisme scientifique du dispositionnalisme. Le philosophe Frank Jackson résume ainsi la conséquence sceptique de la métaphysique humienne, à laquelle il adhère:
« Quand les physiciens nous parlent des propriétés qu'ils tiennent pour fondamentales, ils nous disent ce que font ces propriétés. Ce n'est pas là un accident. Nous savons ce que les choses sont essentiellement à travers la manière dont elles nous affectent nous et nos instruments de mesure. […] Une extension évidente de ce raisonnement mène à l'idée inconfortable qu'il se peut bien que nous ne sachions presque rien  de la nature intrinsèque du monde. Nous connaissons seulement sa nature causale relationnelle. »

## Métaphysique des mondes possibles
En termes de mondes possibles, souscrire à la métaphysique humienne revient à admettre des mondes possibles qui sont identiques quant aux lois de la nature et à toutes les relations causales, de sorte que ces deux mondes sont indiscernables pour le physicien, tandis qu'ils diffèrent qualitativement parlant, et constituent ainsi deux types de monde.